# كلب الروك 2: روك حول الحديقة
كلب الروك 2: روك حول الحديقة (بالإنجليزية: Rock Dog 2: Rock Around the Park)‏ فيلم رسوم متحركة أمريكي هو الجزء الثاني من كلب الروك. أصوات نجوم الفيلم من أداء أندرو فرنسيس ، آشلي بول ، برايان دوبسون ، برايان دراموند ، كاثي ويسلوك ، دوني لوكاس ، جراهام هاميلتون ، جايسون سيمبسون ، جام هيجوتشي ، كاثلين بار ، مايكل آدموايت ، ريتشارد نيومان وسابرينا بيتر.

## القصة
في إطار من المغامرات، يعود بودي وفريقه ترو بلاد من جديد، حيث يترك الفريق الجبل الجليدي من أجل جولة موسيقية جديدة، ولكنهم سرعان ما يكتشفوا الحمل الثقيل للشهرة.

## طاقم العمل
- گراہم ہیملٹن بدور بودي[3]
- برايان دراموند بدور خامبا[3]

## وصلات خارجية
- كلب الروك 2: روك حول الحديقة على موقع IMDb (الإنجليزية)
- كلب الروك 2: روك حول الحديقة على موقع قاعدة بيانات الأفلام العربية
- كلب الروك 2: روك حول الحديقة على موقع أول موفي (الإنجليزية)
- كلب الروك 2: روك حول الحديقة على موقع قاعدة بيانات الفيلم (الإنجليزية)
- كلب الروك 2: روك حول الحديقة على موقع ليتربوكسد (الإنجليزية)
- كلب الروك 2: روك حول الحديقة على موقع كينوبويسك (الروسية)